# Paul van Ostaijen
Paul van Ostaijen (1896-1928) est un poète belge majeur de la littérature néerlandophone.

## Biographie
Paul van Ostaijen est né à Anvers d'un père néerlandais et d'une mère flamande. Dans l'enseignement secondaire, on le considère comme un élève turbulent, à problèmes. Il est renvoyé à l'âge de 17 ans et s'engage comme employé à la maison communale d'Anvers. 
Lorsque la Première Guerre mondiale éclate, Paul van Ostaijen part avec sa famille aux Pays-Bas, mais une fois qu'Anvers tombe aux mains des Allemands, il retourne à son travail à la commune. C'est un activiste  convaincu et, en novembre 1917, il se fait condamner à trois mois de prison pour avoir sifflé le cardinal Mercier, venu en procession à Anvers. Il ne purgera pas sa peine grâce à l'appui des Allemands qui contrôlent la ville.
À la fin de la guerre, il fuit la Belgique pour Berlin par peur des représailles, en raison de sa participation à l'activisme. Il y rencontre de nombreux artistes qui lui font découvrir l'expressionnisme et le dadaïsme.
Il revient en Belgique en 1921, se fait marchand d'art à Bruxelles, puis, d’octobre 1925 à mars 1926, s'associe à Geert van Bruaene pour diriger, dans la même ville, la galerie La Vierge Poupine.
Il souffre de tuberculose et meurt le 18 mars 1928 au sanatorium de Miavoye-Anthée, près de Dinant.

## Collaborations

### La revueJeugd (Jeunesse)
Van Ostaijen devient un employé fixe de la revue Jeugd: Maandschrift voor Kunst en Leven (Jeunesse: revue mensuelle sur l'Art et la Vie), créé par son ami d'enfance Jos Léonard, qu'il a rencontré à l'école primaire. Cette revue fait cependant long feu, il n'en sortira qu'une circulaire.

### De Bond Zonder Gezegeld Papier (La ligue sans papier affranchi)
Paul Van Ostaijen fait partie d'un groupe d'artistes appelé De Bond Zonder gezegeld papier réunis autour de Jos Léonard, Paul Joostens, Oscar Jespers, et Floris Jespers en 1917. 